# Policyprofessionella aktörer
Policyprofessionella aktörer avser personer som arbetar eller innehar uppdrag för politiska organisationer och institutioner men som inte är tillsatta genom demokratiska val. De policyprofessionella är oftast inte experter i egentlig mening men agerar till exempel som politiskt sakkunniga, pressekreterare, politiska sekreterare, PR-konsulter och utredare inom olika organisationer och institutioner.
Enligt Statsvetaren Robert A Dahl uppstår ett speciell form av intellektuella i pluralistiska polyarkiska demokratier. De är ett aktivt engagerade specialister i att påverka offentliga beslut, både direkt och indirekt. Dahl menar att dessa specialister är väldigt viktiga för att utveckla och styra stora demokratier, men dess inflytande kan också hota den representativa demokratins centrala princip om jämlikhet.
Begreppet användes först av demokratiforskaren Hugh Helclo tillsammans med begreppet issue network.